# André Joseph Guillaume Henri Kostermans

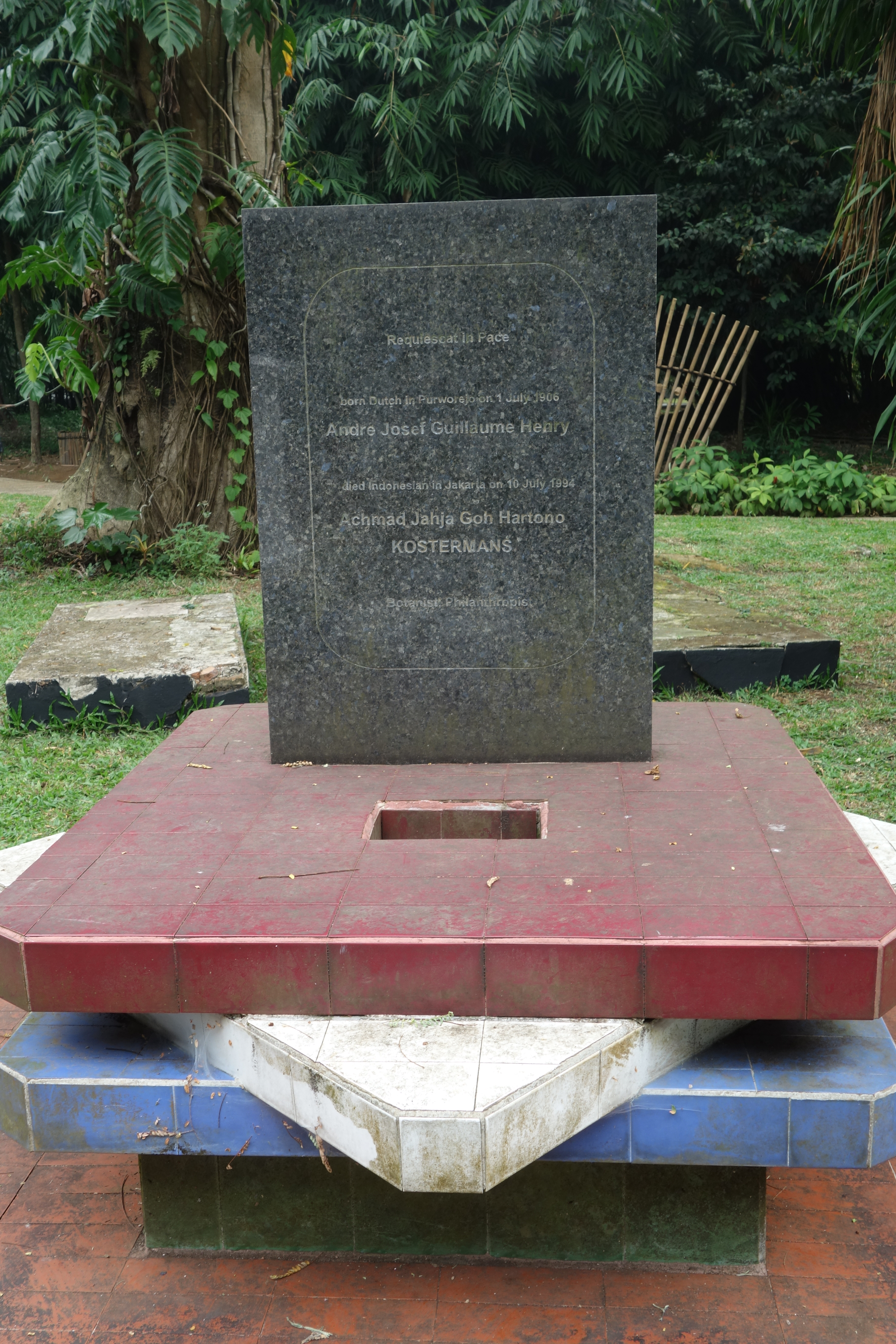
Gravplats (Bogors botaniska trädgård).

Dr. André Joseph Guillaume Henri 'Doc' Kostermans, född  1 juli 1906 i Purworejo, död  10 juli 1994 i Jakarta, var en botanist. Han föddes i Purworejo på Java i Nederländska Indien och utbildades vid Universitetet i Utrecht där han tog sin doktorsgrad 1936 med en avhandling om surinamesiska lagerväxter.
Han tillbringade den största delen av sitt yrkesliv med att studera växter i Sydostasien och var först bosatt i Buitenzorg och därefter Bogor i Indonesien. På ett tidigt stadium i sin karriär bidrog han även med ett antal familjebehandlingar i August Adriaan Pulles Flora of Suriname. Kostermans var speciellt intresserad av lagerväxter, bombacaceae, sterculiaceae (båda i familjen malvales) samt dipterokarpväxter. I senare år intresserade han sig även för asiatiska sumakväxter. Han var en produktiv botanist och publicerade mycket om dessa och andra familjer.
Släktet kostermansia (auktor: Soegeng) i familjen bombacaceae, och arten Cryptocarya kostermansiana (auktor: C.K. Allen) är namngivna efter honom.
Kostermans fick en hjärtattack i mars 1991, men ett brev som han skrev till en vän i april 1991 klargjorde att "some writing (including) putting the finishing touch to a fat manuscript on the Mango species (69 species) ... If I am lucky I shall have a chance to see it." (lite skrivande (som inkluderar) att finslipa ett stort manuskript om mangoarter (69 arter)... Om jag har tur får jag en chans att se det.) Han fick se arbetet publicerat av Academic Press 1993. Han dog i Indonesien 1994.
Auktorsnamnet Kosterm. kan användas för André Joseph Guillaume Henri Kostermans i samband med ett vetenskapligt namn inom botaniken; se Wikipediaartiklar som länkar till auktorsnamnet.